# NGC 4924
NGC 4924 is een balkspiraalstelsel in het sterrenbeeld Maagd. Het hemelobject werd op 8 mei 1831 ontdekt door de Britse astronoom John Herschel.

## Synoniemen
- MCG -2-33-96
- IRAS 12595-1442
- PGC 44977